# Bagi István (jogász)
Bagi István (Szeged, 1942. augusztus 7. – 2021. február 19.) jogász, egyetemi oktató, a Magyar Köztársaság Alkotmánybíróságának tagja (1997–2006).

## Életpályája

### Joggyakorlati és közéleti tevékenysége
A Pécsi Állami Nagy Lajos Gimnáziumban érettségizett 1960-ban. 1965-ben a Pécsi Tudományegyetem Állam- és Jogtudományi Karán szerzett jogi diplomát. Ezután bírósági fogalmazó a Siklósi Járásbíróságon, ezt követően ügyvédjelölt, majd ügyvéd lett először Siklóson, majd 1972 évtől Pécsett. 1978 és 1983 között a Pécsi Ügyvédi Kamara Fegyelmi Bizottságának tanácsvezetője volt, majd 1983 és 1997 között a Pécsi Ügyvédi Kamara a kamara tagjai által a „hivatalos” az MSZMP megyei bizottsága ún. egyetértési listáján szereplő jelölttel szemben a kamarai tagok által választott titkára. Újraválasztva ugyanerre a tisztségre 1988, 1992, 1996. években.
A Canadian Bar Association tagja.

### Országos tisztségei
1989-től 1997-ig az Országos Ügyvédi Tanács (Magyar Ügyvédi Kamara) Elnökségének tagja, ugyancsak a kamarai tagok közvetlen választása útján. 1981 és 1983 között az Igazságügyi Minisztérium Kodifikációs Bizottságának munkatársa volt. A rendszerváltás utáni új ügyvédi törvény kodifikációs szerkesztője volt. 1981-től a Jogi Szakvizsgabizottság cenzora, vizsgabizottsági elnök.

### Oktatási és tudományos tevékenysége
1973 és 1985 között állandó tagja és előadója volt a Pécsi Tudományegyetemen megszervezett Polgári Jogi Munkaközösségnek. 1972 és 1997 között a Pécsi, öt megyére kiterjedő posztgraduális képzést biztosító Ügyvédjelölti Oktatási Központ oktatója polgári anyagi és polgári eljárásjogból. 1989-2000 között oktató a Pécsi Janus Pannonius Tudományegyetem Állam- és Jogtudományi Karának polgári tanszékén. 1998 és 2008 között, majd újra 2014 évtől a Pázmány Péter Katolikus Egyetem Magánjogi Intézetében c. egyetemi docens, az Ingatlanjog önálló tantárgy oktatója.

### Az országgyűlési döntés után
1997 júniusában hatpárti egyetértéssel alkotmánybíróvá választotta az Országgyűlés, tisztsége 2006 júniusában járt le.
A Pázmány Péter Katolikus Egyetem Jogtudományi Karának polgári jogi tanszékén megbízott oktató, valamint záróvizsga bizottsági elnök. A Közigazgatási és Igazságügyi Miniszter 2013.szeptember 1. napján újabb öt évre a jogi szakvizsga bizottság vizsgáztatójává nevezték ki.

## Zenei tevékenysége
Zongoratanulmányait a békéscsabai zeneiskolákban kezdte (zongoratanára Bárdos Hugóné volt), majd 14 éves korától Pécsett folytatta. Alapító tagja és zongoristája volt a jogászhallgatókból és zeneakadémistákból szerveződött Pécsi Dixieland Együttesnek, amely 1960 és 63 között működött. A zenekar vezetője Apáti János trombitás volt.

## Tudományos munkássága
Bagi István számos szakkönyv és jogtudományi cikk szerzője.

### Főbb művei
- A felülvizsgálati kérelem a polgári és büntető eljárásban. Sopron, 1994. április 14. Nyomtatásban: Hatodik Jogász Vándorgyűlés. Magyar Jogász egylet, Budapest, 1995
- Protection of Private Property and its Constitutional Limitations in the Practice of the Constitutional Court of the Republic of Hungary. 2000. szeptember 18-21. In: A Horvát Köztársaság Alkotmánybírósága által rendezett szimpózium anyaga. Novi Vinodolski. Megjelent nyomtatásban: Zagreb, 2000 ISBN 953-6007-49-5
- Alkotmányos elvek érvényesülése a harmincas években a szélsőjobboldali pártok ellen indított büntető eljárásokban. In: Font Márta – Kajtár István (szerk.): A magyar jogállamiság első ezer éve. Pécs: Temporg Nyomda, 200.19-29. oldal ISBN 963 641 802 0
- A köztestületek helyzete az Alkotmánybíróság határozataiban. In: Jogi beszélgetések. Kaposvár 1997-1999. Kaposvár: Kaposvár Megyei Jogú Város Önkormányzata, 2000. 62. oldal ISSN 1585-8545
- A tulajdonjog közjogi korlátairól. In: Jogi beszélgetések. 2000-2003. Kiadta: Kaposvár Megyei Jogú Város Önkormányzata, Kaposvár, 2004. 99. oldal. ISSN 1585-8545
- The Role of the Constitutional Courts in Protecting Private Property Right. Mezsdunarodnüj forum: Konsztitucionnoe pravoszudie v posztkommuniszticseszkih sztranah. 2000. október 13-14. Moszkva. Konferencia kiadvány. Moszkva: Institute of Law and Public Policy, 2000
- Constitutional Appreciation of Public Corporations in the Resolutions of the Constitutional Court of Hungary. A közép-európai alkotmánybíróságok találkozójának, Zakopane 2000. október 5-8. anyaga.
- Ingatlanjog. Egyetemi jegyzet. Bp., SzIT, 2002
- BAGI István (társszerző) – Tényi Géza: Az Alkotmánybíróság és a bíróságok viszonya és határterületeik. In: Iszpolnyenyije resenyiji konsztitucionnih szudov. Szbornyik dokladov. Moszkva: Institute of Law and Public Policy, 2003
- BAGI István (társszerző) – Tényi Géza: A szociális biztonsághoz való jog a Magyar Köztársaság Alkotmányában. In: Konsztitucionnoje Pravo: Vosztocsnoevropejszkoje obozrenyije. 2003/1. Moszkva: Institute of Law and Public Policy, 2003
- Bagi István (társszerző) – Graf Tamás: A jogállamiság elve az Alkotmánybíróság gyakorlatában. Jereván: Center of the Constitutional Law of the Republic of Armenia, 2004.
- Ingatlanjog. Második átdolgozott kiadás 2007. Szent István Társulat kiadása. Bp., 2007
- Az örökbefogadás és az öröklési jog kapcsolata a magyar polgári jogfejlődésben Werbőczytől a XX. század végéig. In:(L)ex Cathedra et praxis.Ünnepi kötet Lábady Tamás 70. születésnapja alkalmából; Pázmány Press, Budapest, 2014 ISBN 978-963-308-207-2
- A gondoskodó anya, azaz az Alma Mater  In: Ünnepi kiadvány a Pécsi Egyetem alapításának 650. évfordulója alkalmából. Szerkesztette: Csefkó Ferenc.A jövő közigazgatásért alapítvány kiadása; Pécs, 2017 ISBN 978-963-88755-4-9

## Díjai, elismerései
- a Canadian Bar Association tagja
- "Kiváló Ügyvéd" (1995)
- a Magyar Köztársasági Érdemrend középkeresztje a csillaggal (2007)
- Békésszentandrás Nagyközség díszpolgára (2000)